# Bucculatrix polytita
Bucculatrix polytita är en fjärilsart som beskrevs av Braun 1963. Bucculatrix polytita ingår i släktet Bucculatrix och familjen kronmalar. Inga underarter finns listade i Catalogue of Life.